# Mont-Sainte-Geneviève
Mont-Sainte-Geneviève (en wallon Oumont) est un village sur les hauteurs de Sambre au nord de Lobbes, commune à laquelle le village est administrativement rattaché (Région wallonne dans la province de Hainaut, Belgique). Il se situe à mi-distance entre Binche et Thuin et il s'agissait d'une commune à part entière avant la fusion des communes de 1977.
Mont-Sainte-Geneviève offre toujours la structure de village clairière entourée de bois. Les vastes étendues forestières ont joué un grand rôle dans la vie de la population en tant que ressources. Malgré la proximité des installations métallurgiques d’Hourpes, la commune est restée agricole. Mont-Sainte-Geneviève est jumelée avec Haine-Saint-Pierre qui se situe lui aussi en Belgique.

## Géographie

### Morphologie urbaine

#### Lieux-dits
- Cour du Mont.
- Les Prés.
- La Haute Bise.
- Chêne à Mouches.
- Les Dérodés.
- Maison au Bois.
- Mont Fayi.
- Sapinière.
- A l'Eûse.
- Pont Jaupart.

#### Bois
- Bois du Baron.
- Bois du Curé.
- Bois Féron.
- Bois de la Houssière.

### Hydrographie
- Ruisseau de la Spambou.
- Le Rabion.
- Le Laubac.
- Ruisseau de la Forêt.

### Localités limitrophes
| Buvrinnes          | Anderlues                | Anderlues |
| Buvrinnes          | Mont-Sainte-Geneviève    | Gozée     |
| Bienne-lez-Happart | Lobbes Sars-la-Buissière | Lobbes    |

### Situation
Mont-Sainte-Geneviève se situe sur le Plateau agricole de Buvrinnes et il fait partie du plateau limoneux brabançon-hennuyer. Ce plateau agricole se caractérise par un paysage rural herbager et cultivé, cloisonné par la végétation arborée de haies vives, d’alignements d'arbres et de petits boisements. 

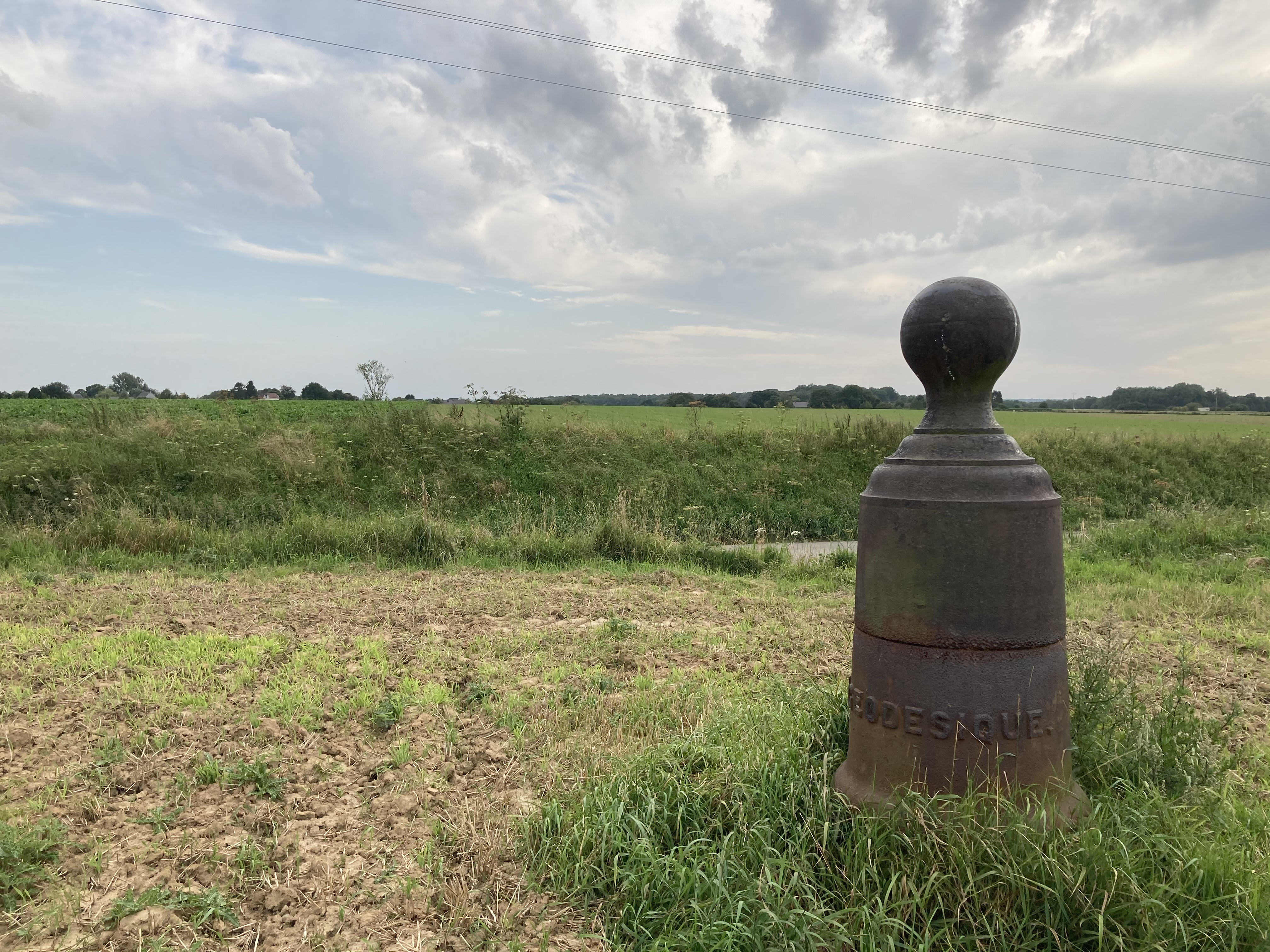
Borne géodésique du Planty, avec vue sur le plateau agricole et le village de Mont-Sainte-Geneviève.

Oumont est le point culminant de la Moyenne Belgique car le village se situe à 200 mètres d'altitude. Le point culminant situé à 212 mètres d'altitude est matérialisé par une borne géodésique. Celle-ci se trouve au lieu-dit du Planty, sur le territoire communal d'Anderlues, mais à quelques mètres seulement des limites de Buvrinnes et de Mont-Sainte-Geneviève (pas très loin, se trouve un pylône émetteur de la radiotélévision). À ce même endroit, plusieurs gisements de charbon y ont été découverts, dont le projet d'extraction fut abandonné lorsqu'éclata la Seconde Guerre mondiale.
Le village de Mont-Sainte-Geneviève est à cheval sur le bassin de la Meuse et le bassin de l'Escaut. Une partie de ses petits cours d'eau qui ont creusé les roches dures gréseuses du mont, se jette dans la Princesse, puis la Haine et finalement l'Escaut et une autre partie se jette (dont le Laubac, le Rabion et le Spambou) dans la Sambre, affluent de la Meuse. D’ailleurs, le point le plus haut du bassin de l'Escaut se situe à Mont-Sainte-Geneviève, à 212 mètres d'altitude. 
Malgré cette situation géographique, le village se situe au sein d'une unité paysagère qui s'étend aussi bien sur le bassin de la Haine que de la Sambre et qui se compose des villes de Binche, Lobbes et Thuin. Ces 3 communes sont en effet composées de villes pittoresques au passé riche et au folklore très présent. 
Oumont est donc un village essentiellement agricole avec quelques imposantes fermes et de nombreuses fermettes. Cependant, le bois a joué un rôle essentiel dans la vie de la population. Mont-Sainte-Geneviève est en effet entouré d'une ceinture de champs eux-mêmes ceints de bois (bois des Communes, du Comte, d’Howis et du Baron) possédant plusieurs clairières à l'exception de la partie qui rejoint la Sambre à côté d'Hourpes où le bois coupé au village, souvent transformé en charbon, rejoignait les industries d'Hourpes qui en avaient besoin pour chauffer le métal. Les bois qui se situent sur le territoire du village font partie d'une forêt ancienne comme l'attestent les recherches de la Région Wallonne. Ces bois faisaient partie d'un plus vaste ensemble forestier qui a progressivement été défriché du courant du XIXe siècle pour faire place à la culture. Cette forêt ancienne wallonne se caractérise par une forte présence d'empreintes d'anciennes charbonnières mais aussi par une grande diversité florale et faunistique. On y retrouve abondamment des Jacinthes des bois (Hyacinthoides non-scripta), des jonquilles (Narcissus pseudonarcissus) et des espèces d'oiseau peu communes comme le pic mar (Dendrocopos medius) ou le pic noir (Dryocopus martius). Une partie de ces boisements accueille également des milieux très humides recouverts entre autres par de la sphaigne (Sphagnum), groupe d'espèces devenu rare et localisé en région biogéographique atlantique.

## Évolution démographique
- Sources : INS, Rem. : 1831 jusqu'en 1970 = recensements, 1976 = nombre d'habitants au 31 décembre.

## Histoire

### Origine et développement

#### Origine
Le nom du village est attesté depuis 1177. Son territoire était alors dépendant de plusieurs seigneuries différentes. Entre les  XVe et XVIIIe siècle, on y dénombre moins d’une trentaine de foyers. La population passe de 317 habitants en 1801 à 496 en 1910 et 441 en 1976. Dans la vie de la population, les vastes étendues forestières ont joué un grand rôle en tant que ressources malgré les installations métallurgiques d’Hourpes qui se situaient au bord de Sambre, à la limite du village. Le village a donc peu changé au cours des siècles et Mont-Sainte-Geneviève offre toujours la structure de village clairière avec ses rues pavées de grès local et de pierre bleue. D'ailleurs, la fabrication du charbon de bois (pour la métallurgie) des siècles passés a laissé de nombreuses traces encore visible à l'heure actuelle comme l'atteste la présence des aires de fauldes sur les vues aériennes.

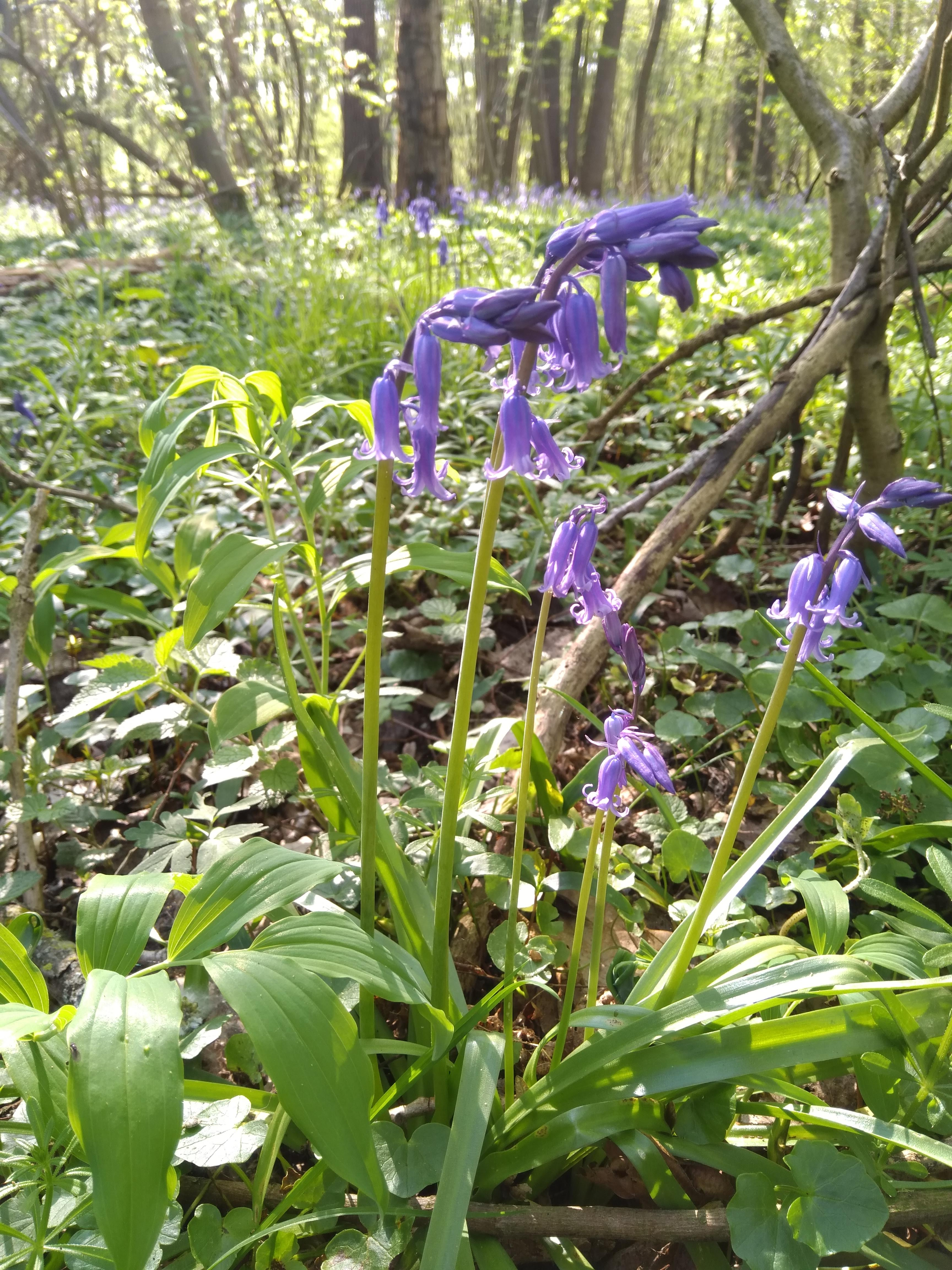
Jacinthe des bois (Hyacinthoides non-scripta) se développant dans le bois du Baron à Mont-Sainte-Geneviève.

#### Caractéristiques
Le village de Mont-Sainte-Geneviève est un village typique de la région à caractéristique rurale. Sur la place, où sur le côté ouest se trouvent d'anciennes fermettes et d'anciennes maisons avec des usoirs, se situe l'église Sainte-Geneviève dont la nef de 2 travées et le transept furent construits au XVIe siècle dans un style gothique hennuyer. Le chœur à chevet à 3 pans et le clocher datent quant à eux du XVIIIe siècle. Jadis, c'étaient les prêtres, chanoines prémontrés de Bonne-Espérance qui desservaient la paroisse mais actuellement, la paroisse fait partie du doyenné de Thuin après avoir fait partie du Doyenné d'Anderlues-Fontaine l'Evêque. 
À côté, se situe l’école qui est l'ancienne maison communale. Il s'agit d'un bel édifice de style éclectique en brique, animé de pierres bleues taillées et de moellons de grès local, le tout dans un style assez classique. En face, sur la place de pavés et de pierres bleues, se situe un kiosque en ciment armé qui accueillait autrefois de la musique. Il fut construit en septembre 1925 et il a été offert par un ancien bourgmestre, M. Alphonse J. Feron (1844-1928). Une légende raconte qu'une dizaine de moutons morts subitement ont été enterrés dans les fondations du kiosque pour éviter une nouvelle épidémie. 

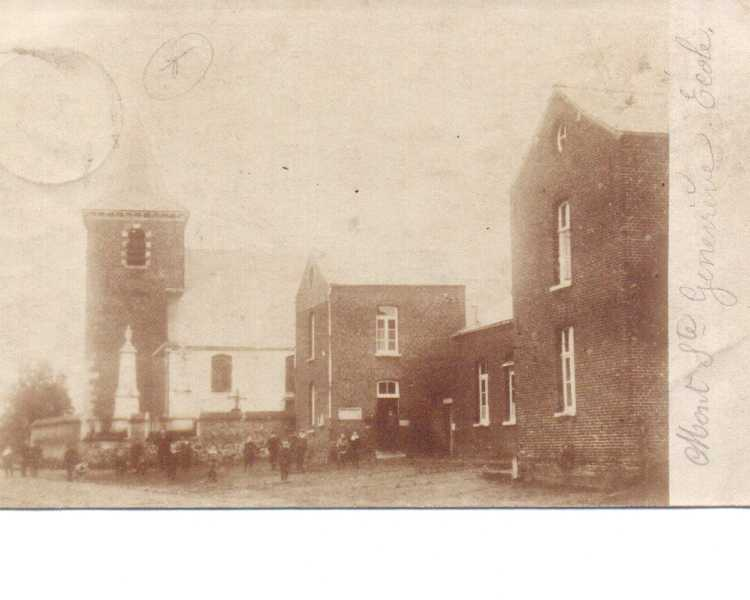
Place de Mont-Sainte-Geneviève à la fin du XIXe siècle, avec l'église, le monument de la famille Feron et l'école et maison communale.

La place, avec son église, son école, sa salle communale et son kiosque, est un symbole de convivialité par excellence où se réunissent plusieurs fois par an les différents comités du village pour y organiser des fêtes comme une kermesse début septembre ou le carnaval une semaine après Pâques.

La place du village est également caractérisée par le marronnier qui y trône et qui est répertorié comme arbre remarquable. Il a été planté pour célébrer le centenaire de l'indépendance du royaume de Belgique. À l'occasion de cette festivité, une médaille commémorative en laiton a été émise dans le village et il en a été de même pour les festivités liées au 150e anniversaire de l'indépendance belge. À cette occasion, ce n'est plus un marronnier qui a été planté sur la place mais un tilleul à larges feuilles (Tilia platyphyllos Scop.). Cet arbre, qui était également remarquable et qui se situait devant le salon communal, a été coupé en 2018 à cause d'une maladie.

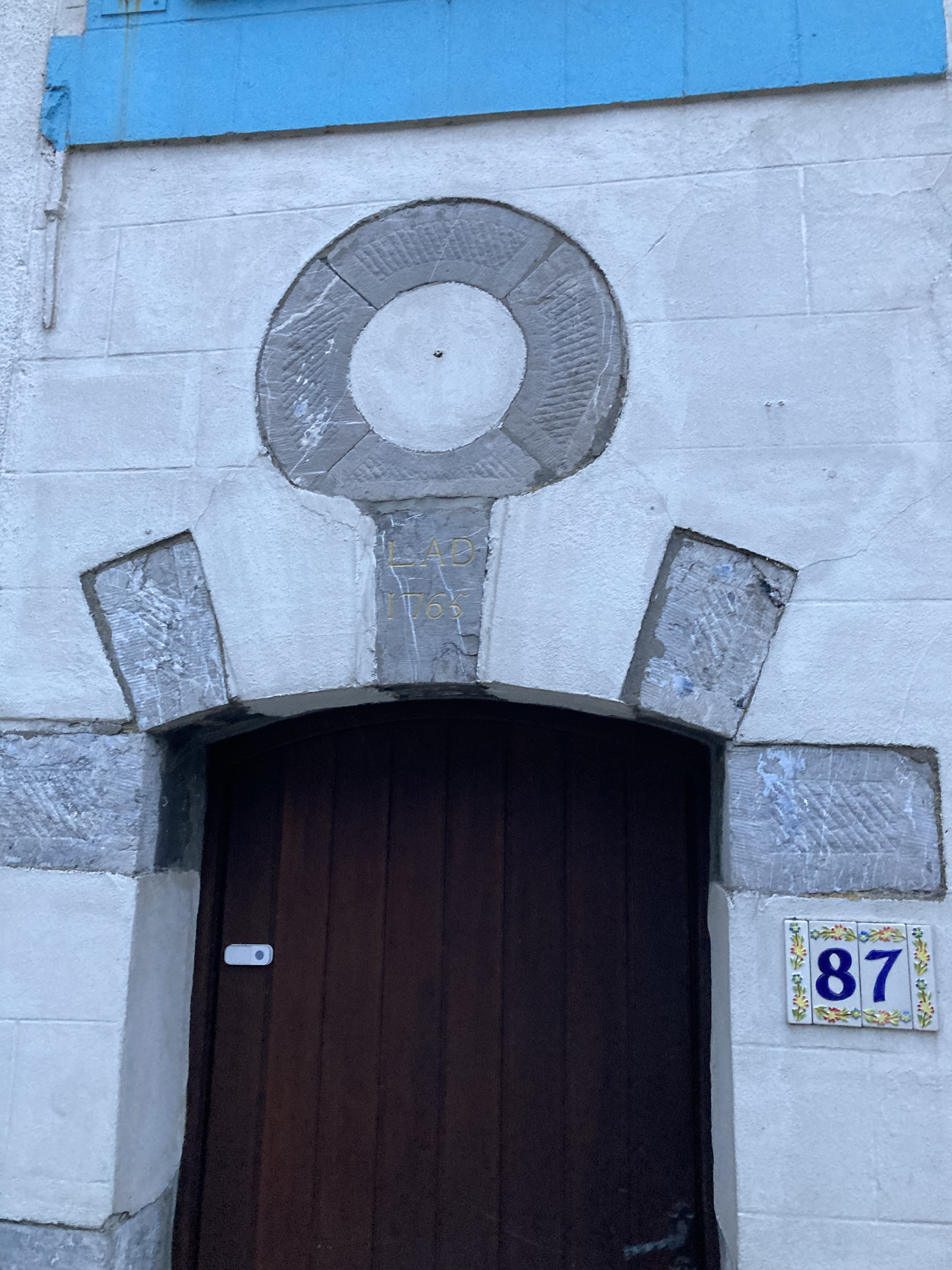
Ancienne habitation datant de 1765 située rue de Binche à Mont-Sainte-Geneviève.

L’habitat paysan étant éphémère jusqu’au XVIIIe siècle, il n’existe aucune trace des habitations antérieures à cette époque à l’exception de leur présence sur des plans. Ce n’est que plus tard que les habitations ont été agrandies et améliorées à l’aide de matériaux plus coûteux comme la brique ou la pierre. Avant cela, les murs étaient généralement composés d’une ossature en bois sur un soubassement de pierre, remplie de panneaux de torchis (technique de construction à colombage) et la toiture de chaume. Il s’agissait de matériaux faciles à trouver et à travailler. C’est d’ailleurs de ce siècle que datent les plus anciennes constructions du village (hormis l’église). Elles sont caractérisées par des éléments architecturaux particuliers liés aux linteaux ou aux corniches.
De nombreuses chapelles et potales parsèment également le territoire. Certaines ont été érigées dans les champs, d’autres à un carrefour. D’autres encore sont incrustées dans le mur d’une maison. La plupart sont commémoratives et elles expriment un remerciement ou constituent une halte lors d’une procession. Leur nombre indique l'importance qu'avait anciennement le pèlerinage de Sainte-Geneviève dont le culte fut remis en avant par l'abbé Waterloos dans les années 60. 
La plus ancienne des potales est située à l’angle de la rue du Village et de la rue Gromet. Ce monument en pierre bleue dédié à Sainte-Geneviève daterait du XVIIIe siècle d’après la base de données de l’IPIC. Un calvaire datant de la même époque se trouve sur la rue de Binche en direction de Buvrinnes. Il est appelé « El Bon Dieu d’pitié ». Celui-ci a été érigé peu de temps après la Révolution Française en souvenir des morts du 12 mai 1794 à la suite d'un combat survenu entre les Autrichiens et les Français sur Mont-Sainte-Geneviève. L’écriteau s’y trouvant indique : « Ce calvaire a été édifié à la mémoire des morts du 12 mai 1794 - 23 floréal an II ; on demande à chacun de le respecter ; merci ».

## Patrimoine et culture

### Patrimoine architectural
- Eglise Sainte-Geneviève. Construction de style gothique hennuyer du XVIe siècle, chœur du à chevet à trois pas du XVIIe ou XVIIIe siècle[7]. Le 24 mai 2016, l'église est ravagée par un incendie qui détruit la toiture et l'intérieur de l'édifice religieux[9].
- L'ancienne maison communale devenue une école.
- Château d'eau (1932)[10], route d'Anderlues.

### Culture

#### Le folklore du village

##### Les Géants

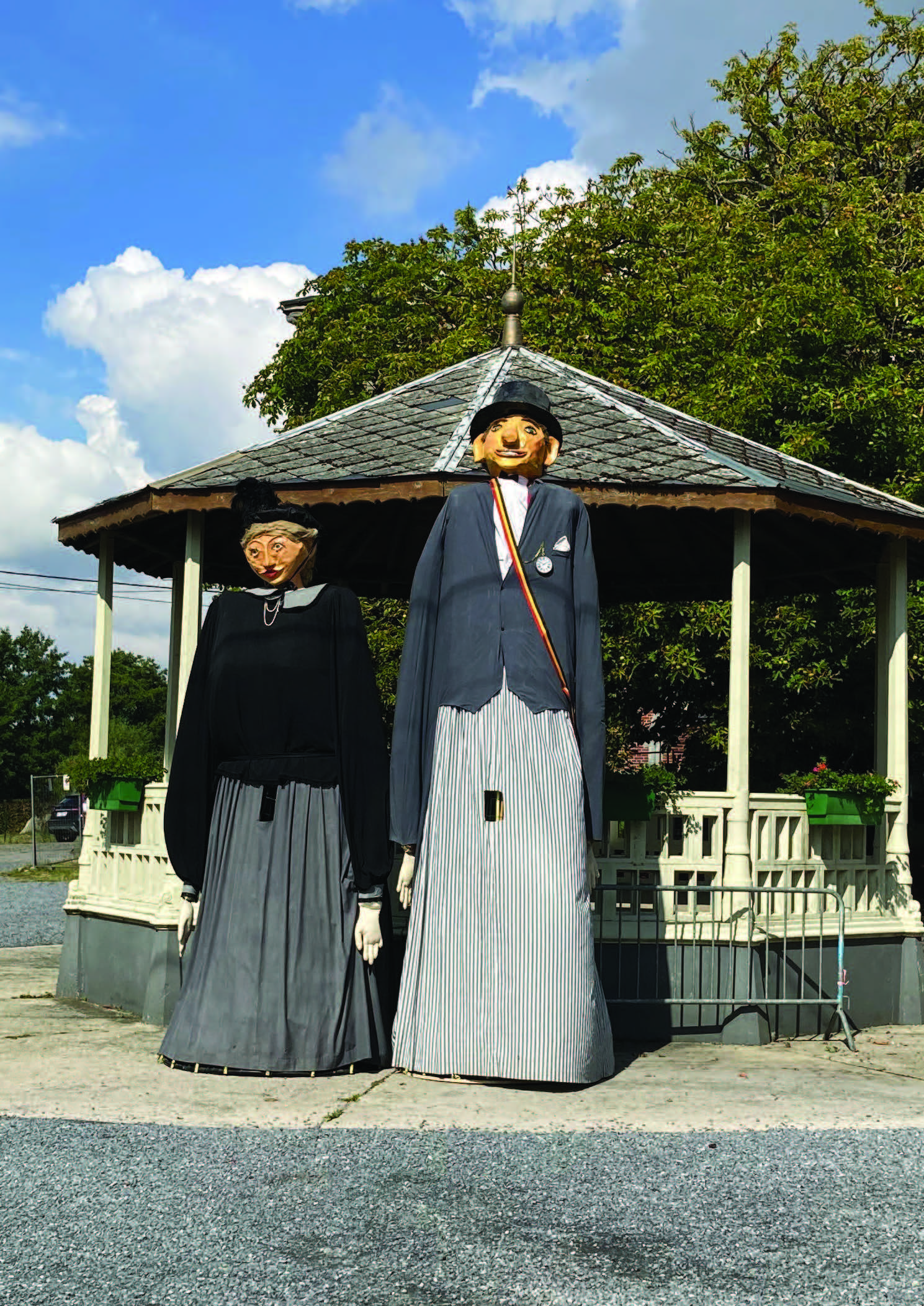
Géants Pélagie et El Pwaye

Dans le folklore régional, le géant est un grand personnage qui représente un être réel ou fictif. La tradition veut qu’il soit porté, et qu’il danse dans les rues les jours de fêtes comme à la Kermesse ou lors des soumonces. Il y a maintenant presque 30 ans, la jeunesse locale a décidé de réaliser un géant appelé El Pwaye. C'est-à-dire le comique en wallon. El Pwaye est à la base un habitant du village qui vécut pendant l'entre deux guerres et qui était connu pour ses blagues et les nombreux tours qu'il jouait aux autres habitants. Ce géant, une fois réalisé et ne mesurant pas moins de 4,60 m, fut baptisé le 17 septembre 1988 et même marié en 1990 à une géante appelée Pélagie. Ce mariage eut lieu dans les rues du village en présence du Bourgmestre, du Curé Jacquet et de nombreux témoins, les habitants de Mont-Sainte-Geneviève. Le voyage des noces s’est ensuite passé dans le village. Ils ont invité les villageois à les accompagner et ils se sont promenés tous ensemble. Depuis lors, on peut les voir régulièrement se promener dans les rues du village.

#### Les associations du village
Le village de Mont-Sainte-Geneviève est riche en activité avec des festivités qui débutent en février par une soumonce ou un "KaraoPeket" et qui se terminent le premier janvier par le réveillon du nouvel an. Si de telles animations villageoises sont encore possibles aujourd'hui, c'est grâce à la présence des nombreux comités qui font tout pour animer les rues du village. Les comités qui composent le village sont :
- Le Comité des Fêtes ;
- La Société des Gilles Les Intrépides ;
- Le Comité des Parents ;
- La Jeunesse ;
- La Confrérie Notre-Dame de la Bonne Route ;
- Le Cercle Dramatique.

Le Comité des Fêtes créé en 1999 est le successeur de l'Union Fraternelle de Mont-Sainte-Geneviève qui animait les rues de Mont-Sainte-Geneviève avec des soirées, des bals ou autres de 1923 à 1984. Ces deux groupes ont été fondés par des habitants très fiers de leur village, de leur commune. À partir de 1969, un autre comité vient animer les rues du village avec des Gilles et des tambours. Il s'agit de la société de Gilles "Les Intrépides". La société alors sous la présidence d'André Conreur a fêté ses 50 ans en avril 2016 et elle continue encore à égayer les rues du village de cette tradition carnavalesque typique de la région binchoise. Depuis plus de 100 ans, une société de jeunesse existe aussi dans le village et elle réalise depuis lors des activités ou des projets pour le plaisir de tous les habitants. C'est aux jeunes que le village de Mont-Sainte-Geneviève doit ses deux géants mais aussi la construction de la chapelle Notre-Dame-de-la-Bonne-Route.

## Galerie

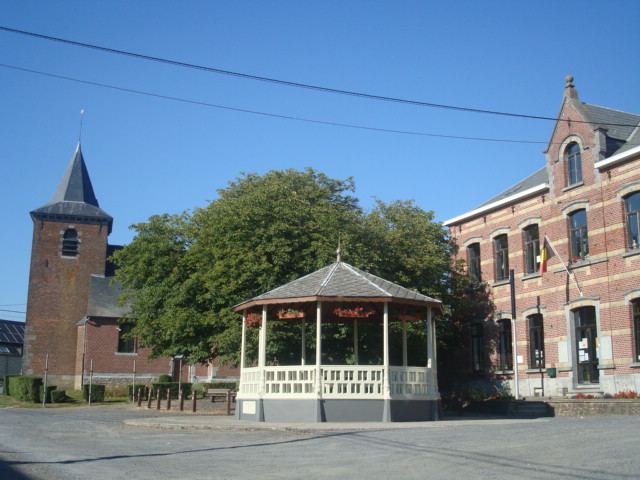
Place du village de Mont-Sainte-Geneviève.
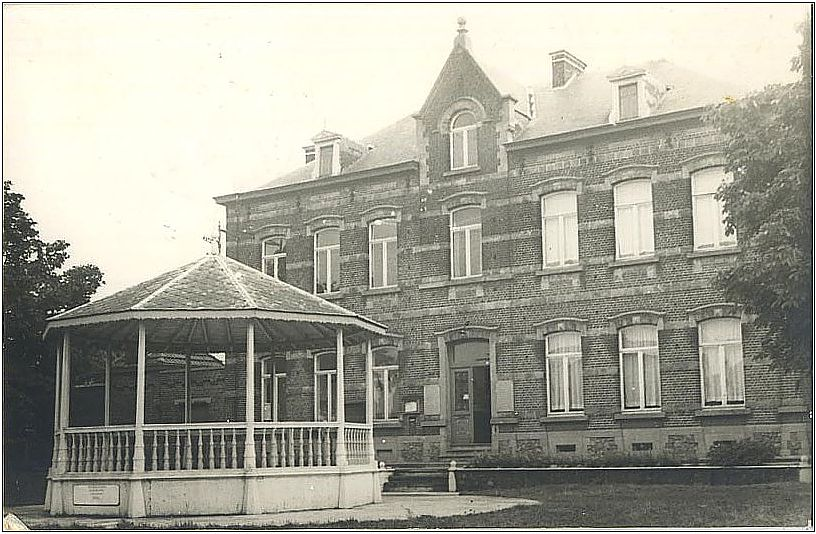
Place du village de Mont-Sainte-Geneviève vers 1950.
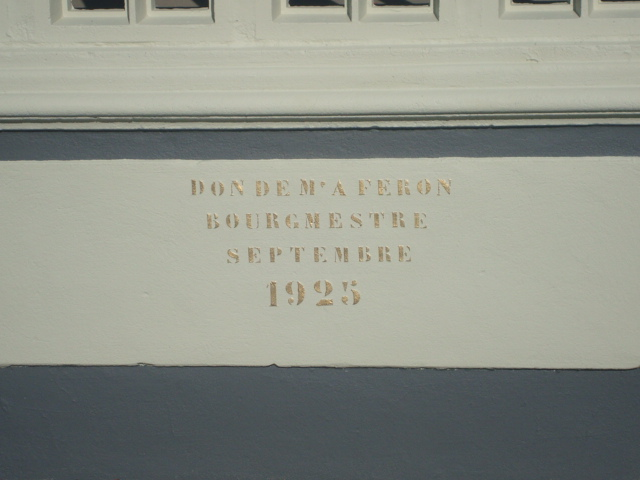
Détail du kiosque de Mont-Sainte-Geneviève.
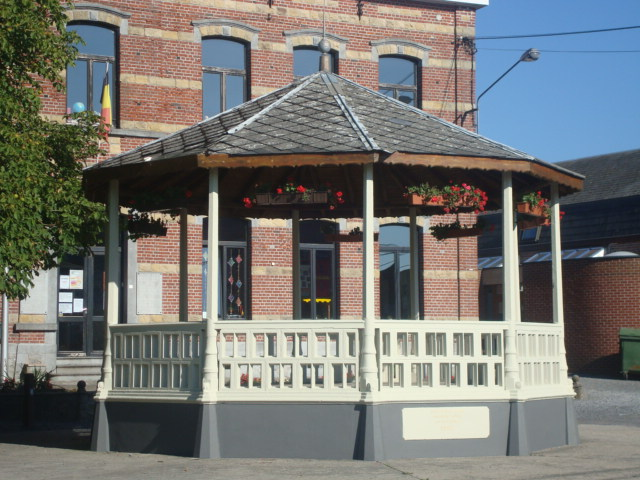
Kiosque de Mont-Sainte-Geneviève.
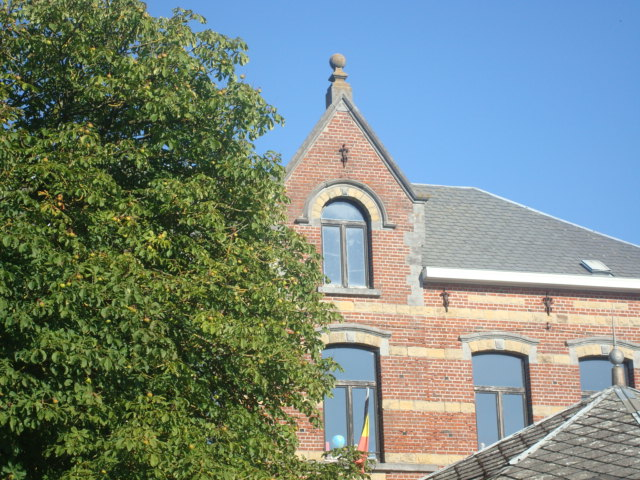
Détail de l'école de Mont-Sainte-Geneviève.
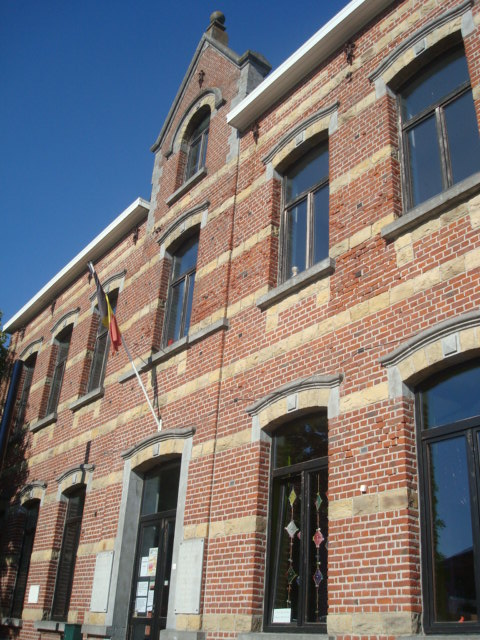
Ancienne maison communale de Mont-Sainte-Geneviève.
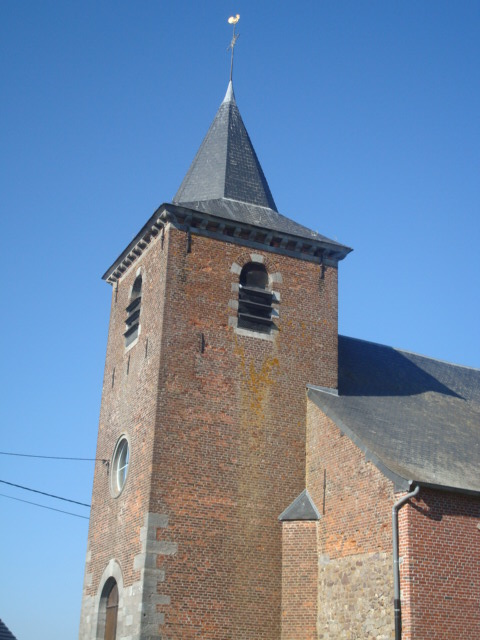
Clocher de l'église Sainte Geneviève avant l'incendie.
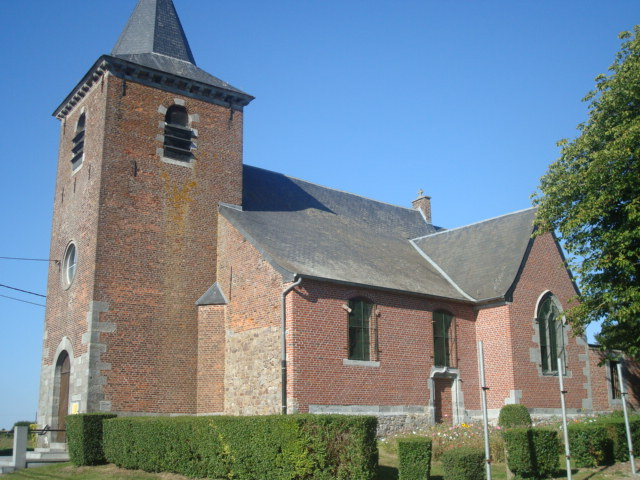
Église de Mont-Sainte-Geneviève avant l'incendie.
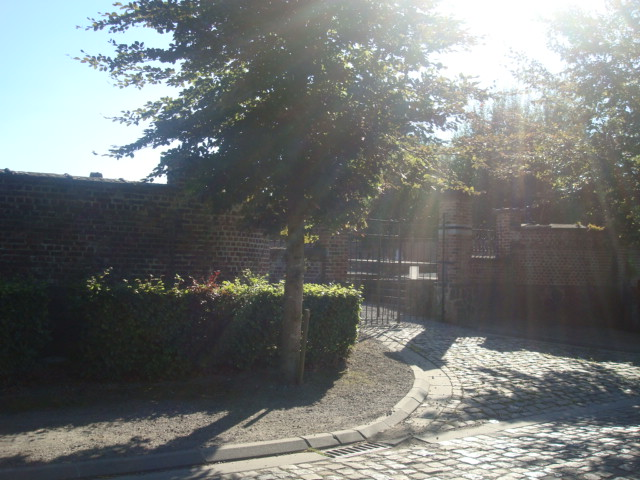
Cimetière de Mont-Sainte-Geneviève.
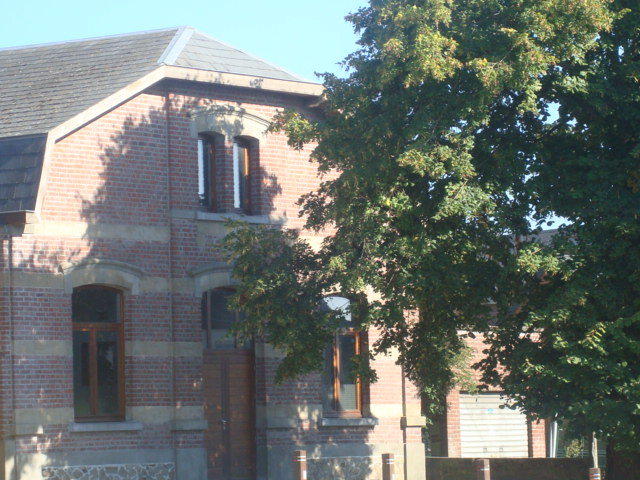
Salon de Mont-Sainte-Geneviève.

## Vie associative

### Jumelages
- Haine-Saint-Pierre (Belgique).

#### Sources
- « Internal Server Error », sur littlerita.be via Wikiwix (consulté le 16 mars 2024)
- http://lampspw.wallonie.be/dgo4/site_ipic/
- http://cpdt.wallonie.be/sites/default/files/220-225.pdf
- « Les localités de Lobbes », sur coditel.net via Wikiwix (consulté le 16 mars 2024)
- http://www.valdesambre.eu/docs/Potentil_Lobbes_3sections_02MiniPotLobbes_100QMi.pdf
- http://www.kiosquesdumonde.net/coppermine/displayimage.php?album=22&pos=126
- « Les sentiers », sur globbestrotters.be (consulté le 16 mars 2024)
- « Commune de Lobbes - Un village de clairière, Mont-Sainte-Geneviève », sur lobbes.be via Wikiwix (consulté le 16 mars 2024)
- http://www.cral-lobbes.be/archives/wp-content/uploads/2017/01/CRAL_HPS_2008_70_4.pdf
- Durant, Martial. “Mont-Sainte-Geneviève: histoire du village (première partie).” Haut Pays de Sambre, no. 64 (2006): 25–36.
- H. Hasquin, Communes de Belgique. Dictionnaire d’histoire et de géographie administrative, Crédit communal de Belgique, 1983, p. 1035-1036.
- El Mouchon d´Aunia N°4, 1992 Anderlues par H. Delporte